# Кашкадаринска област
Кашкадаринска област (узб. Qashqadaryo viloyati, Қашқадарё вилояти; ујг. قەشقەدەريا ۋىلايەتى) једна је од 12 области Узбекистана. Подељена је на 13 округа, а главни град области је Карши.